# Chaldon, Surrey
Chaldon är en ort och civil parish i Storbritannien.   Den ligger i grevskapet Surrey och riksdelen England, i den södra delen av landet, 25 km söder om huvudstaden London.